# 陈志潜
陈志潜（1903年9月10日—2000年9月27日），祖籍江苏武进，生于四川华阳（今成都市双流县）。北平协和医学院医学博士，哈佛大学公共卫生学硕士。中华医学会副会长、中华医学会卫生学会委员、名誉顾问；中华预防医学会名誉理事、中国农村卫生协会名誉理事。被誉为“中国公共卫生之父”、“中国社区医学之父”。

## 生平
祖父、外祖父、父亲都是秀才、塾师。幼年时三岁丧母，姐姐、弟弟、姑姑也长期患病相继夭折、去世。刚升入中学不久，感情笃厚的继母也患了重病，久治不愈，万般无奈由14岁的陈志潜陪着继母到当时法国驻成都领事馆附设的诊所诊治，诊疗风格与显著的疗效，使陈志潜立下决心学习现代医学以治病救人。这时看到报上湘雅医学专门学校学生李振翩的文章，就写信请求到长沙拜师。李振翩回信建议报考新成立的北京协和医学院。陈志潜即给协和医学院写信，收到一封全用英文回信，表示协和医学院全用英文教学，入学考试也全用英语考试数学、物理、化学、生物和英语。陈志潜下决心投考协和医学院，得到了家人支持，继母卖掉嫁妆托人到上海买来英文版数学、物理、化学教科书，请老师补习英文，跟英国传教士强化英文口语。经过三年学习，1920年中学毕业。1921年夏天赴北京投考协和医学院，作为唯一来自中国西部内地的考生名列榜首。三年医预科均获得奖学金，1924年升入协和医学院本科与朱章赓、钟惠澜、林巧稚、荣独山、施锡恩、林元英等同班同学。因为医学学费昂贵，一度想转学化学，但教授鼓励他坚持学医，连续五年继续获得奖学金免交学费，并在课余兼任学生宿舍管理员并到院部会计室帮助工作勤工俭学。在五卅运动的影响下，协和医学院一些青年医生和学生决定以1926年的中国干支纪年 “丙寅” 为名发起成立了“丙寅医学社”，创办了《丙寅医学》周刊，以提倡新医、公医制度，普及卫生科学知识，增进民族健康为宗旨，主要成员有诸福棠、胡传揆、朱章赓、贾魁、陈志潜等，陈志潜担任周刊主编。1929年从协议医学院本科毕业，获医学博士学位。1929年任南京国民政府卫生署技正，任南京郊区晓庄乡村卫生实验区任卫生指导员。
1930年夏赴美国，在哈佛大学进修公共卫生学，1931年获哈佛大学公共卫生学硕士学位，同时在麻省理工学院进修健康教育学，后又到德国德累斯顿市健康教育中心进修。归国后成为协和医学院仅有的两名中国董事之一，并任协和医学院公共卫生学讲师，负责辅导本科医学生和护理专业学生进行农村卫生的实习。
1932年，陈志潜接受乡村改造运动倡导者晏阳初的邀请来到河北省定县，任中华全国平民教育促进会卫生教育部主任，主持定县的农村建设实验区卫生工作，兼任协和医学院公共卫生学副教授及北平市第一卫生事务所城市与乡村卫生教育区主任。搞出了一套临床医学与预防医学结合、个体治疗与群体防治结合、专业人员与公众参与结合的社区初级卫生保健之路。
抗战爆发后，到长沙、贵阳参加战时救护工作。1939年入川担任四川省卫生实验处（1942年改称四川省卫生处）处长、兼任中央大学、华西协合大学医学院公共卫生学教授和战时救济工作负责人。1944年，陈志潜被洛克菲勒基金会北京协和医学院董事会选为董事。
1945年抗战胜利后，北平协和医学院复校，派其赴美国考察战后的公共卫生教育。1947年初，陈志潜回国，四川省政府聘请陈志潜为本省筹建医学院，即重庆大学医学院。
中华人民共和国成立后，1950年应邀出席第一届全国卫生大会，参与制定了“预防为主”的国家卫生工作方针。带领重庆大学医学院1951级第一批公共卫生专业的全体80名学生深入滇西芒市的少数民族边疆地区与西南卫生防疫大队一起防治恶性疟疾、痢疾和腺型鼠疫半年，又到四川省广元地区防治麻风病和梅毒病、到四川省安岳县调查棉农使用农药中毒的情况。1952年院系调整，任四川医学院卫生学教授、卫生系代理主任、卫生系尘肺研究室主任，担任医学副博士研究生导师。1954年，陈志潜参加了九三学社。1958年，中华人民共和国政府采纳陈志潜的“定县经验”，着手建立起全国性的乡村卫生保健系统——农村合作医疗制度和覆盖全部农村地区的三级卫生保健网，即“赤脚医生”运动。二十世纪七十年代，世界卫生组织总结中国农村合作医疗和赤脚医生经验，在1978年《阿拉木图宣言》中提出了“2000年人人享有卫生保健”的全球战略目标。1979年受卫生部派遣，赴美国和加拿大调研医学院教学课程和模式，访问了加拿大多伦多大学医学院、麦克马斯特大学医学院、哈佛大学公共卫生和医学院、康奈尔大学医学院等，发现在这些医学院里，预防医学和公共卫生没有受到应用的重视，教学中临床医学与公共卫生分离；唯一例外的的是密苏里大学医学院强调医学生的群体健康教学；并为中国七所医学高校争取到洛克菲勒基金会支持每年资助40多名教师赴美进修。1981年，受聘任卫生部医学科学委员会委员。1985年应美国洛克菲勒基金会卫生科学部邀请，82岁的陈志潜赴美国加州大学伯克利分校，写下自传《医学在中国农村——个人回忆》（Medicine in Rural China: A Personal Account），回顾自己14岁立志学医、17岁考入北京协和医学院、26岁获医学博士学位后毕生致力于让现代医学卫生保健惠及中国农民的人生经历。1989年该书由加州大学出版社英文出版，联合国儿童基金会向全世界推荐发行。中文版由四川人民出版社出版。
1974—1986年连续三届任四川省政协委员。1984年，任九三学社中央顾问。1988年，任九三学社中央参议委员会委员。

## 纪念
加州大学伯利分校公共卫生学院创建奖学金项目—— “陈志潜学者”（C.C. Chen Scholars），鼓励杰出的毕业生服务于发展中国家的公共卫生领导事业。
《陈志潜先生诞辰100周年纪念》（四川大学华西公共卫生学院）
2004年6月16日，四川大学隆重举行了“中国公共卫生之父”———陈志潜教授百年诞辰纪念活动。纪念会后，川大校长谢和平院士、国际友人奥斯汀夫人共同为该校公共卫生学院新科教大楼前的陈志潜教授铜像揭幕。
2020年8月17日，北京协和医学院召开 “陈志潜口述史” 工作会议。

## 家人
- 夫人王文瑾： 协和医学院护士学校毕业。1929年与陈志潜结婚。
- 女儿陈芙君：华西附四院老年病科教授[7]